# آن (بلژیک)
۵۰°۴۰′ شمالی ۰۵°۳۱′ شرقی / ۵۰٫۶۶۷°شمالی ۵٫۵۱۷°شرقی
شهر آن (به فرانسوی: Ans) در شهرستان لیئژ در استان لیئژ در منطقه فدرال والوون در کشور بلژیک واقع شده‌است.